# Riu Medvéditsa
|  | Per a altres significats, vegeu «Medvéditsa». |

El Medvéditsa - (rus) Медведица - és un riu de Rússia, un afluent per l'esquerra del Volga. Passa per l'óblast de Tver. Té una llargària de 259 km i una conca de 5.570 km². Desemboca a l'embassament d'Úglitx.